# 陳茵媺
陳茵媺（英語：Aimee Chan Yan Mei，1981年4月1日—），出生於加拿大多倫多，香港女演員。於2006年參選香港小姐競選，獲得冠軍和「國際親善小姐」獎，前無綫電視藝員。2008年於《畢打自己人》飾演陳寶拉一角而為人熟悉，于2010年代被捧為無綫電視一綫花旦，丈夫是無綫藝員陳豪。

## 簡歷
陳茵媺曾於加拿大參加「Super Starz Search Modeling」並獲得冠軍和「Star Quality」等頭銜，但為了學業而放棄簽約當模特兒；其後又參加過2004年多倫多華裔小姐競選，但未獲名次。
在多倫多安大略藝術設計學院取得設計學位後，陳茵媺曾經當平面設計及視覺藝術師，月入約1萬港元。由於自小就十分憧憬當香港小姐，父母亦十分支持，於2005年毅然來到香港籌備參選。其間曾於國際學校教英語。
陳茵媺於2006年參選香港小姐，最終獲得冠軍及「國際親善小姐」獎項，之後而加入無綫電視，並成為旗下經理人合約藝員。入行初期主要為綜藝節目擔任主持，及於明珠台主持節目《Dolce Vita》。其後開始接拍電視劇。2014年2月主演方駿釗監製「愛的季節」呈獻劇集《單戀雙城》，飾演「羅式適」一角，演技獲好評，亦憑此劇入圍《2014年萬千星輝頒獎典禮》「最佳女主角」。此劇亦是她與男主角陳展鵬曾7度合作，他們亦憑此劇榮獲《TVB 馬來西亞星光薈萃頒獎典禮2014》「最喜愛TVB熒幕情侶」。
2014年，陳茵媺以全職照顧孩子及家庭為由宣佈暫時淡出娛樂圈。2015年7月底，陳茵媺與無綫約滿，結束與無綫9年之賓主關係，離開無綫電視，並息影。2015年8月復出參演賀歲電影《開飯啦！》，並與杜汶澤合作。2022年再度復出，重返無綫拍攝新劇《羅密歐與祝英台》，與丈夫陳豪共同擔綱主角。

## 演出作品

### 電視劇（無綫電視）
| 首播   | 劇名           | 角色                 |
| 2008年 | 原來愛上賊     | 沈安娜（Nana）       |
| 2008年 | 同事三分親     | 戴銀來               |
| 2008年 | 畢打自己人     | 陳寶拉（Paula）      |
| 2009年 | 學警狙擊       | 趙雲迪（Wendy）      |
| 2009年 | 烈火雄心3      | 容少意（Easy）       |
| 2010年 | 天天天晴       | 石可兒（Cally）      |
| 2010年 | 讀心神探       | 程貝兒（Perlie）     |
| 2011年 | 真相           | 王綺婷（Iris）       |
| 2011年 | 荃加福祿壽探案 | 凌緲薩               |
| 2011年 | 法證先鋒III    | 蔣卓君（Angel）      |
| 2012年 | 心戰           | 章世婷（Natalie）    |
| 2012年 | 天梯           | 田愛娣               |
| 2012年 | 大太監         | 壽莊和碩公主（和碩） |
| 2013年 | 仁心解碼II     | 賴瑤珠（Jade）       |
| 2013年 | 愛·回家        | Aimee Chan           |
| 2013年 | 情越海岸線     | 鄭抱抱（Kate）       |
| 2014年 | 單戀雙城       | 羅式適               |
| 2014年 | 叛逃           | 鍾日嘉（Jessica）    |
| 2023年 | 羅密歐與祝英台 | 祝英台／祝英喬       |
| 未播映 | 熱點女王       | 沈予婕               |

### 電影
| 首映 | 片名     | 角色             | 性質       |
| 2010 | 72家租客 | 問卷調查員       | 客串       |
| 2016 | 開飯啦！ | 唐詩咏（Rosemary） | 第一女主角 |
| 2018 | 某日某月 | 魯姑婆           | 女配角     |

### 音樂錄影帶
- 王祖藍 - 天使低低B（2008）
- 林　峯 - Let's Get Wet（2009）

## 曾參加選美活動
- 2004年：多倫多華裔小姐競選
- 2006年：香港小姐競選冠軍、國際親善小姐及現場最受歡迎佳麗（才藝表演）
- 2007年：國際中華小姐競選最後十強

## 曾獲獎項

### 選美獎項
| 年份   | 頒獎典禮     | 獎項                         | 結果 |
| 2006年 | 香港小姐競選 | 冠軍                         | 獲獎 |
| 2006年 | 香港小姐競選 | 國際親善小姐                 | 獲獎 |
| 2006年 | 香港小姐競選 | 現場最受歡迎佳麗（才藝表演） | 獲獎 |

### 電視獎項
| 年份   | 頒獎典禮                         | 獎項              | 作品                                      | 結果         |
| 2009年 | 萬千星輝頒獎典禮2009             | 飛躍進步女藝員    | 《畢打自己人》 《學警狙擊》 《烈火雄心3》 | 獲獎         |
| 2014年 | TVB 馬來西亞星光薈萃頒獎典禮2014 | 最喜愛TVB熒幕情侶 | 《單戀雙城》                              | 與陳展鵬獲獎 |

## 外部連結
- 陳茵媺的Facebook專頁粉絲專頁
- 陳茵媺的新浪微博
- 陳茵媺的Instagram帳戶
- 陳茵媺在互联网电影资料库（IMDb）上的資料（英文）（英文）
- 陳茵媺在香港影庫上的簡介
- 陳茵媺在豆瓣上的资料（简体中文）
- 陳茵媺在时光网上的簡介（简体中文）

| 前任： 葉翠翠 | 香港小姐競選冠軍 2006年 | 繼任： 張嘉兒 |

| 前任： 許佩琪 | 香港小姐競選友誼小姐 2006年 | 繼任： 王君馨 |